# Jevhen Olesnickij
Jevhen Olesnickij, ukrajinsky Євген Олесницький (5. března 1860 Velikij Hoviliv – 26. října 1917 Vídeň), byl rakouský politik ukrajinské národnosti z Haliče, na počátku 20. století poslanec Říšské rady.

## Biografie
Byl synem řecko-katolického duchovního. V letech 1878–1882 vystudoval práva na Lvovské univerzitě. Získal titul doktora práv. Do roku 1890 působil jako advokátní koncipient ve Lvově, od roku 1891 coby samostatný advokát ve městě Stryj. Byl členem Ukrajinské národní strany (narodovci), později členem Ukrajinské národně demokratické strany. Byl členem organizace Ruskaja Besida a pracoval pro ukrajinský spolek Prosvita. Spolupracoval s redakcí listu Dilo. Od roku 1884 vydával list Rusko-ukrajinska biblioteka. Od roku 1888 byl redaktorem novin Pravda a Zerkalo. Od roku 1889 vydával odborný právnický list Pravnyča Časopis. Ve Stryji založil ukrajinský Národní dům a v tomto městě vydával od roku 1895 čtrnáctideník Stryjkij Holos. Podílel se na zakládání regionálních ukrajinských hospodářských spolků jako Silsky hospodar a Krajevy moločarsky sojuz. V letech 1900–1910 zasedal jako poslanec Haličského zemského sněmu, kde byl předsedou poslaneckého klubu ukrajinských poslanců. Podporoval rozvoj ukrajinského školství.
Na počátku 20. století se zapojil i do celostátní politiky. Ve volbách do Říšské rady roku 1907, konaných poprvé podle všeobecného a rovného volebního práva, získal mandát v Říšské radě (celostátní zákonodárný sbor) za obvod Halič 57. Byl poslancem Rusínského klubu. Mandát obhájil za týž obvod i ve volbách do Říšské rady roku 1911. Usedl do poslaneckého klubu Ukrajinské parlamentní zastoupení. V parlamentu setrval do své smrti roku 1917. K roku 1911 se profesně uvádí jako advokát.
Za světové války se roku 1915 stal členem Hlavní ukrajinské rady ve Vídni. Od roku 1917 prosazoval vznik samostatného ukrajinského státu.